# Cas Mari Luz
El cas Mari Luz és el nom amb el qual es coneix a Espanya els successos socials, polítics i judicials relacionats amb l'assassinat de Mari Luz Cortés, una nena de Huelva de cinc anys, ocorregut el 13 de gener del 2008.

## L'assassinat
El diumenge 13 de gener de 2008, Mari Luz va sortir de casa a comprar unes llaminadures en un quiosc proper. Santiago del Valle l'observa i la segueix des de la finestra del seu domicili. Quan la nena torna, Santiago del Valle comprova que no hi ha ningú al voltant i crida la seva atenció tirant-li un peluix. Mari Luz s'endinsa en el portal per tornar-li el peluix.
La petita comença a pujar l'únic tram d'escales que condueix fins a la casa de Santiago. És llavors quan Del Valle es col·loca darrere d'ella amb la intenció d'abusar sexualment de la nena. Davant la seva resistència, l'agafa pel tòrax, li tapa la boca i el colpeja diverses vegades amb força al cap. Santiago entra amb la nena, inconscient, però viva, a casa seva. Fica Mari Luz en un carret de supermercat i la tapa amb una jaqueta. Desperta la seva germana Rosa perquè l'ajudi a traslladar la petita al seu vehicle i desfer-se'n. Junts van fins a la zona dels aiguamolls de l'Odiel. Aquí Santiago introdueix la nena a l'aigua cap per avall i la deixa allà parcialment submergida. Al cap de pocs minuts Mari Luz es mor per ofegament.
El cadàver de Mari Luz va ser trobat el 7 de març de 2008 al moll petrolier del port exterior de Huelva.

## El context
A causa d'una cadena d'errors judicials, Santiago del Valle García estava eludint la presó des de 2002 (tenia una condemna per pederàstia), fet que va provocar una certa alarma social. El 25 de març de 2008 va ser detingut a Conca amb la seva esposa Isabel quan estaven en una parada d'autobús on acabaven d'arribar de Pajaroncillo, el poble de la regió muntanyenca de Conca en el qual residien des de gener i va declarar davant els agents de la Unitat de Delinqüència Especialitzada i Violenta (UDEV). Els pares de Mari Luz van iniciar al maig d'aquell any una campanya de recollida de signatures en la qual sol·licitaven cadena perpètua per als pederastes, que els va portar a entrevistar-se amb el president del govern, José Luis Rodríguez Zapatero. En aquell mateix any, Rodríguez Zapatero va prometre a Juan José Cortés endurir les penes per pederàstia.
Després d'una àmplia cobertura mediàtica, Rafael Tirado, el jutge que havia de tramitar les actuacions d'execució de la pena de 21 anys de presó per un delicte continuat d'abusos sexuals, i un any per falsedat en document oficial imposat a Santiago del Valle per actes anteriors a la mort de Mari Luz, i que va facilitar els fets esdevinguts en estar Santiago del Valle indegudament lliure, va ser condemnat per la Comissió Disciplinària del Consell General del Poder Judicial a una pena de 1.500 euros. El pare de la nena, Juan José Cortés, havia sol·licitat la seva retirada de la carrera judicial.
Al cap de pocs dies, i després de la crítica de la sanció per part de membres del Govern en diferents mitjans en considerar-la suau en excés, la Fiscalia General de l'Estat va presentar un recurs d'alçada al Consell General del Poder Judicial.

## La polèmica televisiva
El 25 de febrer de 2011, l'esposa de Santiago del Valle va ingressar a la presó després de declarar a El programa de Ana Rosa (Telecinco) que el seu marit va matar Mari Luz, fet que havia negat anteriorment. Dies més tard, el diari El Mundo va denunciar el tracte rebut per l'entrevistada per part de l'equip del programa i poc després la periodista Ana Rosa Quintana resultava imputada.

## Sèrie de televisió i dedicatòries
El 2011, Antena 3 va estrenar la minisèrie: Días sin Luz (Dies sense Luz), en el qual la pròpia família de la nena va col·laborar.
Anteriorment, el cantant de Huelva José Antonio Velasco Ruiz, «El Maki», va dedicar i va publicar una cançó a Mari Luz, amb el títol Vuelve Mari Luz (Torna Mari Luz). També va col·laborar Sergio Contreras amb la cançó dedicada tant a Marta del Castillo com a Mari Luz Cortés: Héroe sin alas (Heroi sense ales).